# Symmerista suavis
Symmerista suavis är en fjärilsart som beskrevs av Barnes 1901. Symmerista suavis ingår i släktet Symmerista och familjen tandspinnare. Inga underarter finns listade i Catalogue of Life.